# Club América
Club de Fútbol América S.A. de C.V., được biết với cái tên Club América, hoặc tên América, là một câu lạc bộ bóng đá thành lập ở Thành phố Mexico, México. Đội thi đấu tại Liga MX, hạng đấu cao nhất của México. Biệt danh của câu lạc bộ là Las Águilas (Những chú đại bàng).
América thành lập ngày 12 tháng 10 năm 1916, và từ năm 1959 thuộc quyền sở hữu của Grupo Televisa. Sân nhà của câu lạc bộ là Sân vận động Azteca.